# Décès en 1994
Décès
- 1990
- 1991
- 1992
- 1993
- 1994
- 1995
- 1996
- 1997
- 1998

Cet article présente une liste de personnalités mortes au cours de l'année 1994 dont la date de décès précise est inconnue.
La liste des personnes référencées dans Wikipédia est disponible dans la page de la Catégorie:Décès en 1994

Les mois de l'année font l'objet de listes spécifiques :

## Date précise inconnue
- Radia Bent Lhoucine, peintre marocaine (° 1912).
- Joshua Palmon, homme politique israélien (° 1913).

| Nom                            | Activités                                            | Âge      | Source |
| ------------------------------ | ---------------------------------------------------- | -------- | ------ |
| Gregorio Calvi di Bergolo      | peintre italien                                      | 89 ou 90 | (it)   |
| Stephen Dartnell               | acteur britannique                                   | 62 ou 63 | (en)   |
| Ibrahima Momodou Garba-Jahumpa | homme politique, enseignant et syndicaliste gambien  | 81 ou 82 | (en)   |
| Otar Gordeli                   | compositeur géorgien                                 | 65 ou 66 | (de)   |
| Nina Sergueieva                | peintre soviétique puis russe                        | 72 ou 73 | (en)   |
| Soichiro Tomioka               | peintre japonais                                     | 71 ou 72 | (en)   |
| Tran Van Can                   | Tran Van Can, peintre, graveur et laqueur vietnamien | 83 ou 84 | (en)   |

- voir la page de catégorie « Décès en janvier 1994 »
  - 22 janvier : le comédien et metteur en scène Jean-Louis Barrault
- voir la page de catégorie « Décès en février 1994 »
  - 24 février : l'auteur-compositeur-interprète Jean Sablon
- voir la page de catégorie « Décès en mars 1994 »
  - 9 mars : l'écrivain américain Charles Bukowski
  - 28 mars : le dramaturge et écrivain franco-roumain Eugène Ionesco
- voir la page de catégorie « Décès en avril 1994 »
  - 1er avril : le photographe français Robert Doisneau
  - 5 avril : le musicien américain Kurt Cobain
  - 20 avril : l'acteur et scénariste Jean Carmet
  - 22 avril : l'ancien président américain Richard Nixon
- voir la page de catégorie « Décès en mai 1994 »
  - 19 mai : l'ancienne première dame des États-Unis Jackie Kennedy-Onassis
  - 29 mai : l'ancien président est-allemand Erich Honecker
- voir la page de catégorie « Décès en juin 1994 »
- voir la page de catégorie « Décès en juillet 1994 »
- voir la page de catégorie « Décès en août 1994 »
- voir la page de catégorie « Décès en septembre 1994 »
- voir la page de catégorie « Décès en octobre 1994 »
- voir la page de catégorie « Décès en novembre 1994 »
  - 18 novembre : le musicien américain Cab Calloway
- voir la page de catégorie « Décès en décembre 1994 »
  - 13 décembre : l'homme d'état français Antoine Pinay

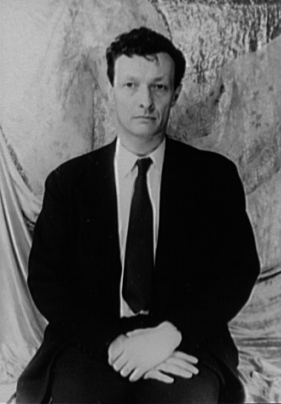
Jean-Louis Barrault en 1952
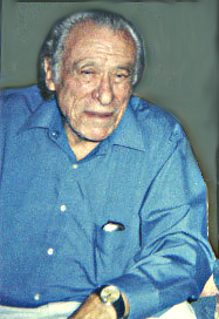
Charles Bukowski en 1988
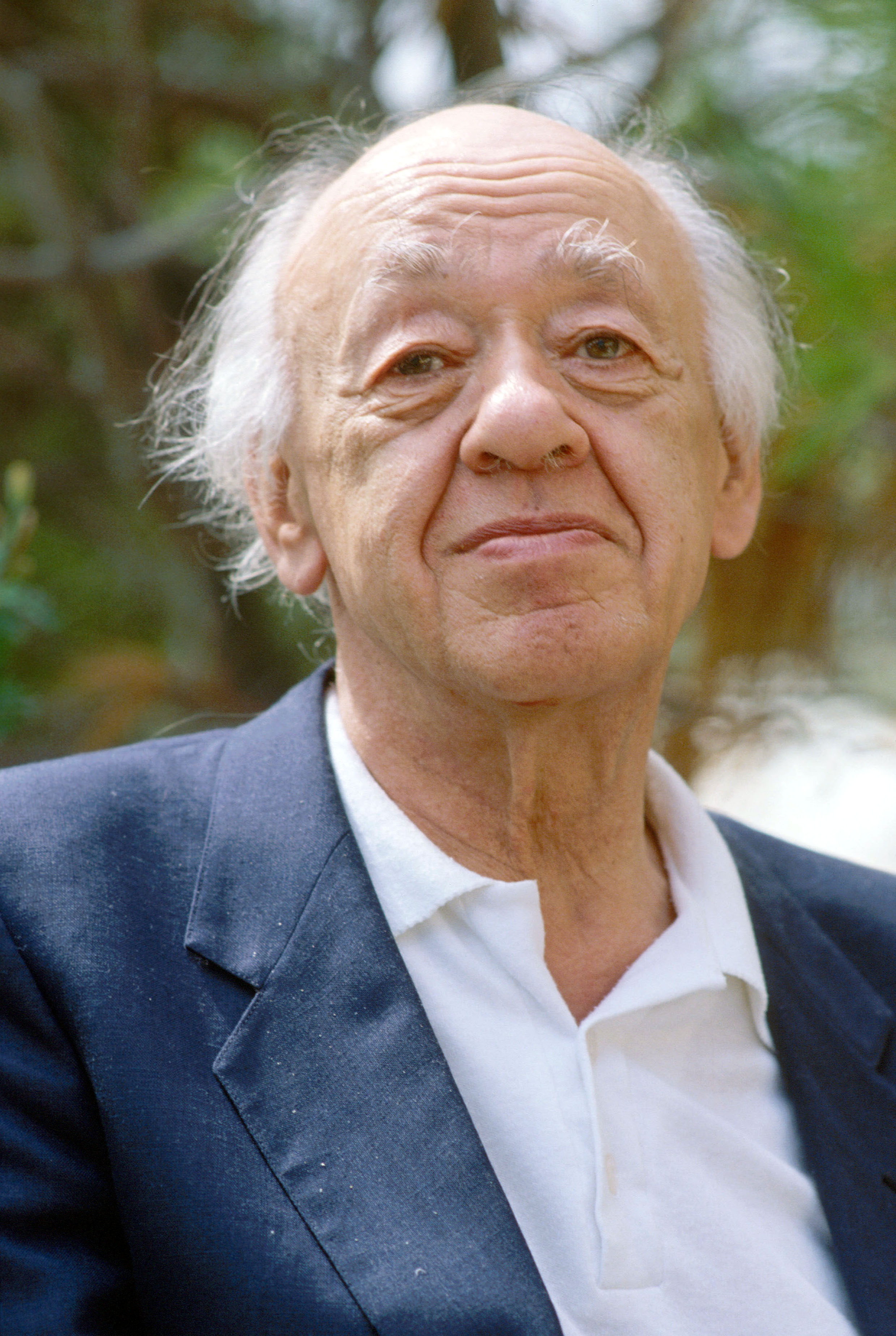
Eugène Ionesco en 1993
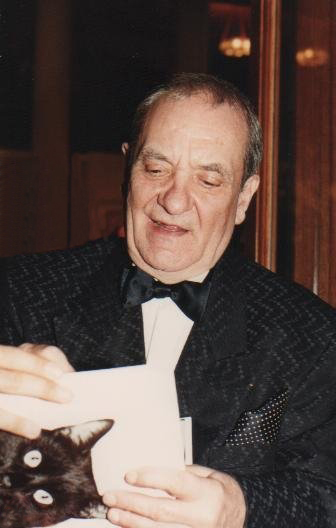
Jean Carmet en 1991
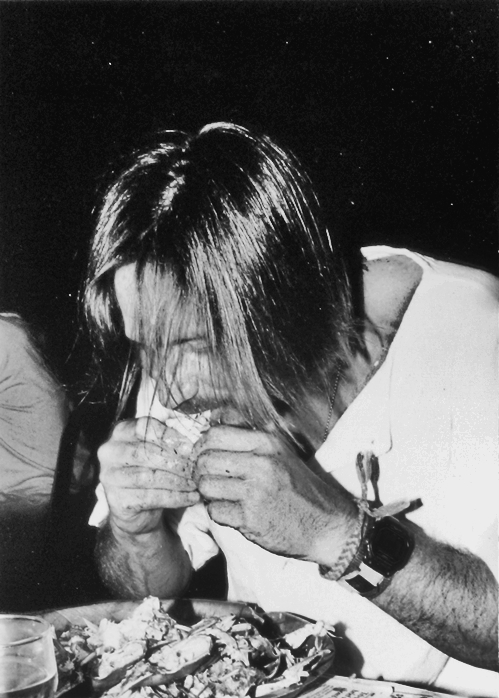
Kurt Cobain en 1990
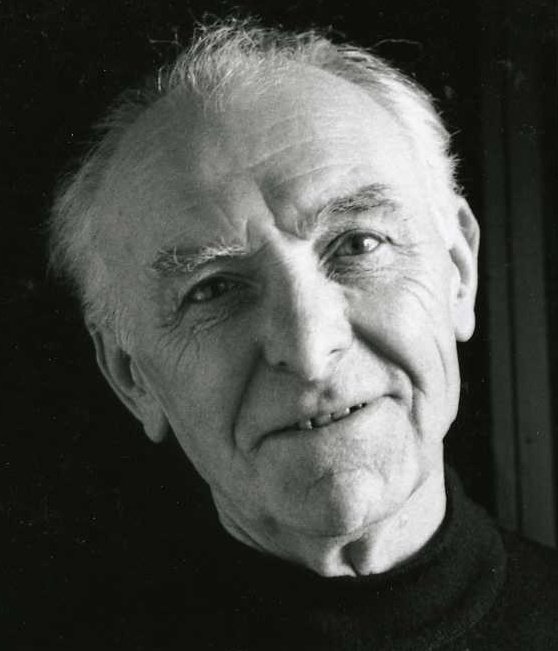
Robert Doisneau en 1992
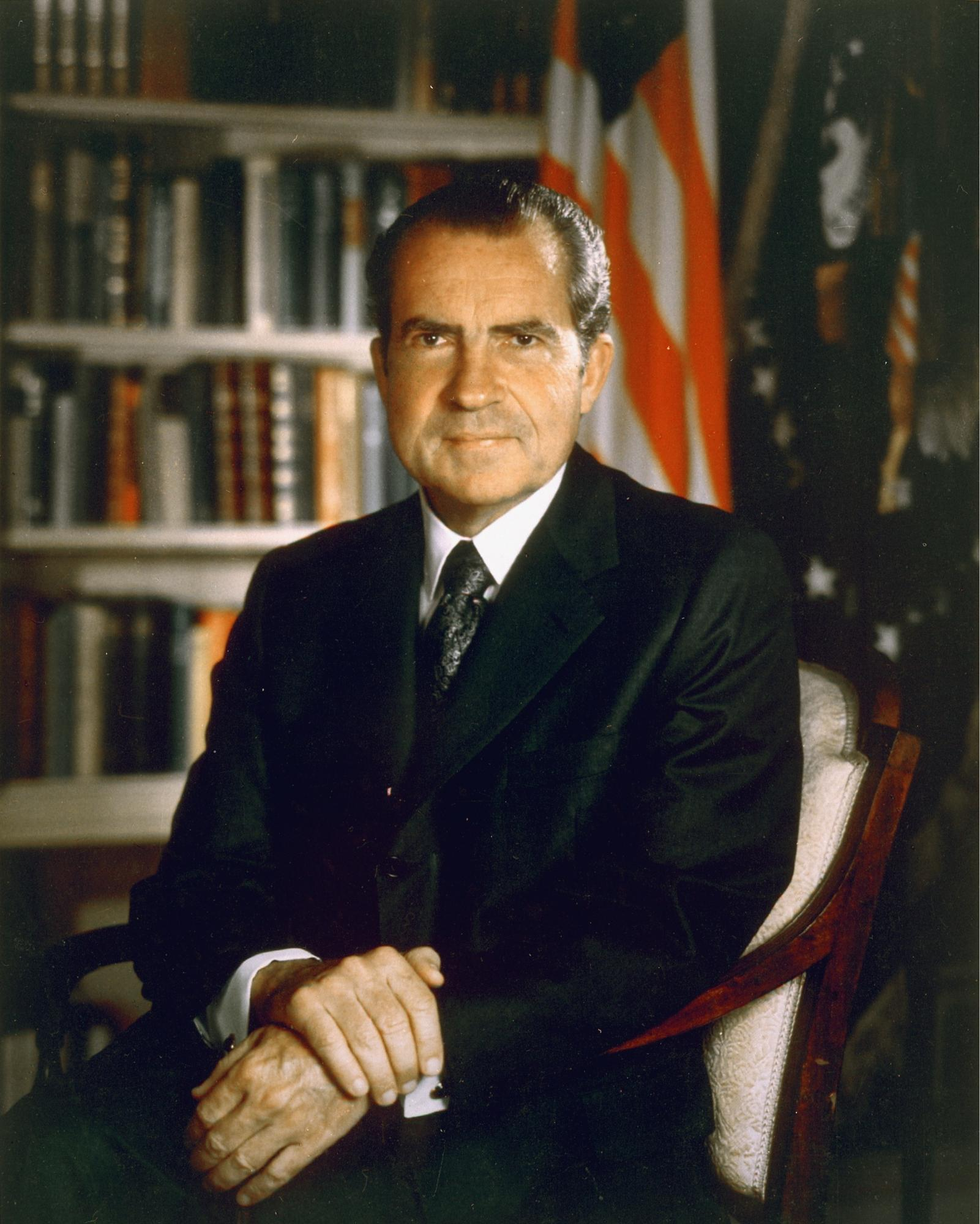
Richard Nixon en 1970
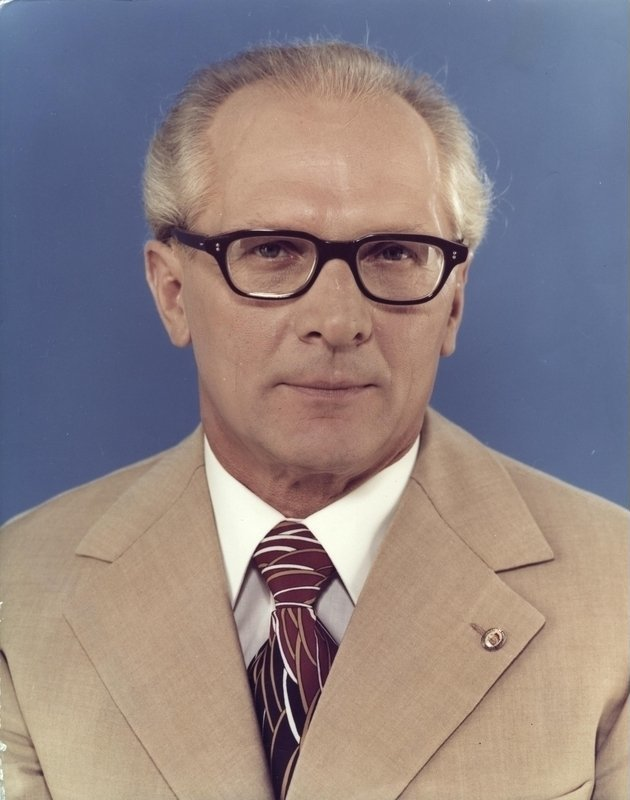
Erich Honecker en 1976
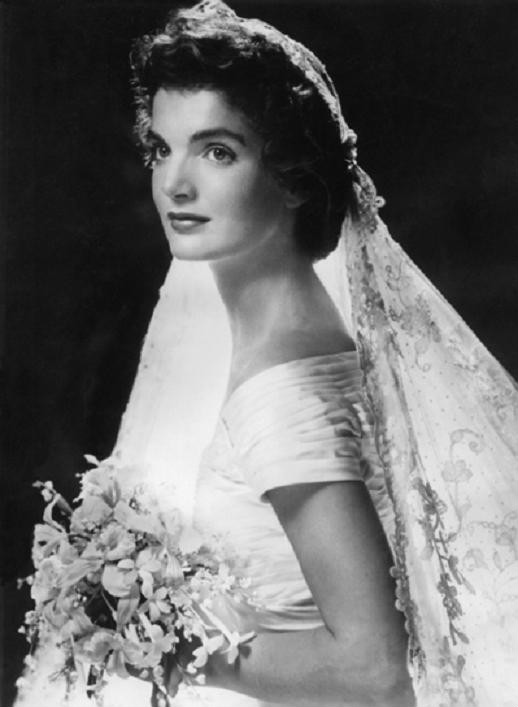
Jackie Kennedy-Onassis en 1953
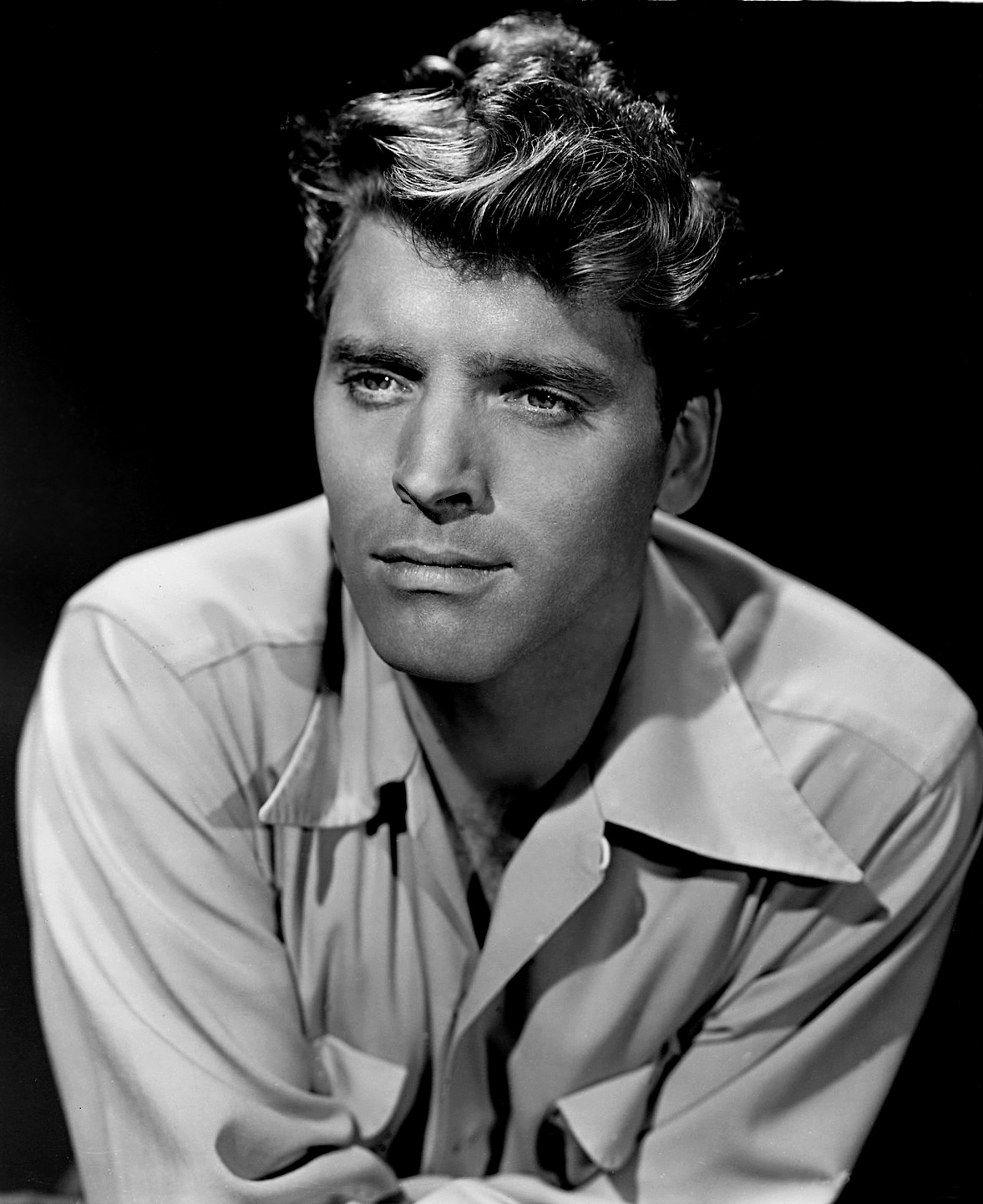
Burt Lancaster en 1947
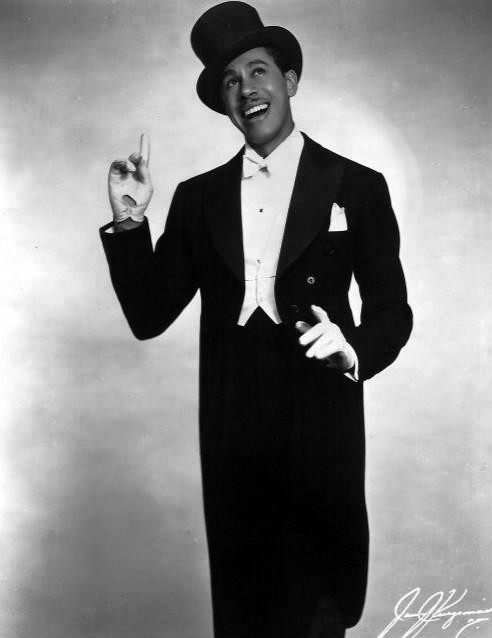
Cab Calloway en 1937